# Liste der Länder nach Religiosität

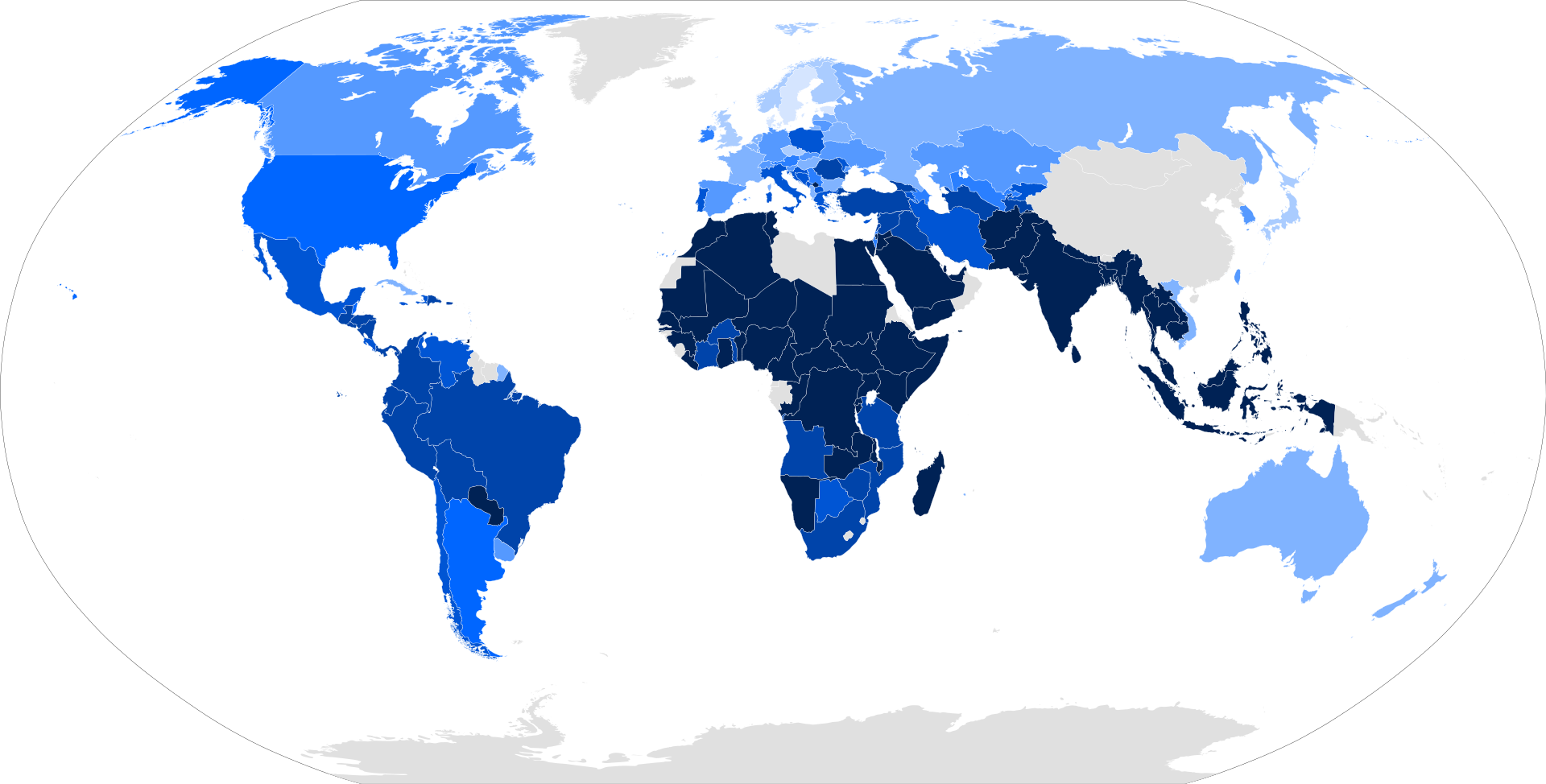
Bedeutung von Religion nach Land (2009)

Dieser Artikel enthält eine Liste der Länder nach Religiosität. Umfragen zu persönlichem Glauben und Religiosität sind eine Alternative zu offiziellem Statistiken zu Religionszugehörigkeit und den Angaben von Religionsgruppen bezüglich der Größe ihrer Anhängerschaft, welche verschiedene Schwächen aufweisen.

## Religiosität der Weltbevölkerung
Weltweit waren 2022 laut einer Umfrage von Gallup International knapp 62 % der Einwohner in über 60 befragten Ländern (welche zwei Drittel der Weltbevölkerung ausmachten) religiös, während 24 % sich als nicht religiös und 10 % sich als Atheisten bezeichneten. Bei der weltweiten Meinungsumfrage wurden auch Fragen zu anderen religiösen Überzeugungen gestellt. So glauben 72 % an Gott, 57 % an ein Leben nach dem Tod, 59 % an den Himmel und 53 % an die Hölle.
Die Religiosität der Weltbevölkerung wird auch von der Religiosität in der Volksrepublik China (wo knapp ein Fünftel der Menschheit lebt) beeinflusst, wo die Datenlage unklar ist. Einer Meinungsumfrage von Gallup International von 2016 zufolge sind mehr als drei Viertel der Bevölkerung in China Atheisten. Andere Untersuchungen und Umfragen kommen dagegen zu anderen Ergebnissen, die je nach Umfrage ein hoher Anteil von Anhängern chinesischer Volksreligionen feststellen, mit nur einem knappen Viertel ohne jegliche religiöse Überzeugungen.

## Umfrage von Gallup International zu Religiosität und Glaube an Gott (2022)
Die nachstehende Tabelle basiert auf einer globalen Umfrage von Gallup International aus dem Jahr 2022, bei der insgesamt 57.768 Personen mehrere Fragen hinsichtlich Religiosität und Glauben gestellt wurden. Die Prozentsätze für die Antworten ergeben oft nicht 100 %, weil einige mit „weiß nicht“ geantwortet oder die Antwort verweigert haben.
| Gallup International (2022)  | Gallup International (2022) | Gallup International (2022) | Gallup International (2022) | Gallup International (2022) | Gallup International (2022) | Gallup International (2022) |
|                              | Sind sie...?                | Sind sie...?                | Sind sie...?                | Glaube an Gott?             | Glaube an Gott?             | Glaube an Gott?             |
| Land                         | Religiös                    | nicht Religiös              | Atheistisch                 | Glaube                      | Glaube nicht                | Unsicher                    |
| ---------------------------- | --------------------------- | --------------------------- | --------------------------- | --------------------------- | --------------------------- | --------------------------- |
| Äthiopien                    | 94 %                        | 6 %                         | 0 %                         | 100 %                       | 0 %                         | 0 %                         |
| Argentinien                  | 55 %                        | 23 %                        | 9 %                         | 77 %                        | 11 %                        | 10 %                        |
| Armenien                     | 88 %                        | 7 %                         | 2 %                         | 93 %                        | 3 %                         | 2 %                         |
| Belgien                      | 30 %                        | 33 %                        | 27 %                        | 32 %                        | 42 %                        | 20 %                        |
| Bolivien                     | 67 %                        | 28 %                        | 4 %                         | 90 %                        | 5 %                         | 5 %                         |
| Bosnien und Herzegowina      | 73 %                        | 19 %                        | 5 %                         | 85 %                        | 6 %                         | 8 %                         |
| Bulgarien                    | 53 %                        | 33 %                        | 9 %                         | 58 %                        | 23 %                        | 15 %                        |
| Volksrepublik China (2016)   | 9 %                         | 23 %                        | 68 %                        | ...                         | ...                         | ...                         |
| Deutschland                  | 34 %                        | 38 %                        | 20 %                        | 37 %                        | 37 %                        | 18 %                        |
| Elfenbeinküste               | 85 %                        | 13 %                        | 2 %                         | 93 %                        | 5 %                         | 3 %                         |
| Frankreich                   | 27 %                        | 35 %                        | 32 %                        | 37 %                        | 36 %                        | 22 %                        |
| Georgien                     | 91 %                        | 8 %                         | 0 %                         | 97 %                        | 0 %                         | 0 %                         |
| Griechenland                 | 63 %                        | 21 %                        | 12 %                        | 71 %                        | 15 %                        | 12 %                        |
| Ghana                        | 88 %                        | 11 %                        | 1 %                         | 99 %                        | 1 %                         | 0 %                         |
| Hongkong                     | 26 %                        | 25 %                        | 47 %                        | 43 %                        | 28 %                        | 22 %                        |
| Indien                       | 81 %                        | 18 %                        | 1 %                         | 81 %                        | 18 %                        | 1 %                         |
| Indonesien                   | 78 %                        | 19 %                        | 0 %                         | 99 %                        | 0 %                         | 1 %                         |
| Irland                       | 41 %                        | 42 %                        | 13 %                        | 55 %                        | 23 %                        | 20 %                        |
| Irak                         | 86 %                        | 13 %                        | 1 %                         | 100 %                       | 0 %                         | 0 %                         |
| Italien                      | 61 %                        | 21 %                        | 11 %                        | 65 %                        | 16 %                        | 14 %                        |
| Japan                        | 15 %                        | 42 %                        | 30 %                        | 20 %                        | 42 %                        | 28 %                        |
| Jordanien                    | 76 %                        | 22 %                        | 0 %                         | 100 %                       | 0 %                         | 0 %                         |
| Kanada                       | 40 %                        | 43 %                        | 10 %                        | 56 %                        | 18 %                        | 19 %                        |
| Kamerun                      | 83 %                        | 12 %                        | 5 %                         | 97 %                        | 2 %                         | 1 %                         |
| Kasachstan                   | 75 %                        | 14 %                        | 5 %                         | 89 %                        | 6 %                         | 6 %                         |
| Kenia                        | 97 %                        | 2 %                         | 1 %                         | 99 %                        | 0 %                         | 0 %                         |
| Kroatien                     | 55 %                        | 25 %                        | 18 %                        | 63 %                        | 23 %                        | 13 %                        |
| Kosovo                       | 94 %                        | 4 %                         | 0 %                         | 97 %                        | 0 %                         | 1 %                         |
| Libyen                       | 75 %                        | 25 %                        | 0 %                         | 100 %                       | 0 %                         | 0 %                         |
| Luxemburg                    | 28 %                        | 39 %                        | 19 %                        | 35 %                        | 31 %                        | 24 %                        |
| Mexiko                       | 72 %                        | 19 %                        | 6 %                         | 92 %                        | 8 %                         | 0 %                         |
| Moldau                       | 84 %                        | 10 %                        | 4 %                         | 90 %                        | 5 %                         | 5 %                         |
| Niederlande                  | 30 %                        | 41 %                        | 19 %                        | 34 %                        | 42 %                        | 20 %                        |
| Nigeria                      | 80 %                        | 20 %                        | 0 %                         | 100 %                       | 0 %                         | 0 %                         |
| Nordmazedonien               | 89 %                        | 8 %                         | 2 %                         | 91 %                        | 7 %                         | 1 %                         |
| Österreich                   | 42 %                        | 38 %                        | 13 %                        | 47 %                        | 28 %                        | 21 %                        |
| Pakistan                     | 95 %                        | 4 %                         | 0 %                         | 100 %                       | 0 %                         | 0 %                         |
| Palästina                    | 80 %                        | 18 %                        | 0 %                         | 99 %                        | 0 %                         | 1 %                         |
| Peru                         | 76 %                        | 19 %                        | 2 %                         | 93 %                        | 5 %                         | 0 %                         |
| Philippinen                  | 64 %                        | 27 %                        | 1 %                         | 95 %                        | 0 %                         | 5 %                         |
| Polen                        | 53 %                        | 29 %                        | 13 %                        | 66 %                        | 16 %                        | 16 %                        |
| Portugal                     | 53 %                        | 29 %                        | 16 %                        | 58 %                        | 22 %                        | 17 %                        |
| Rumänien                     | 78 %                        | 13 %                        | 6 %                         | 84 %                        | 6 %                         | 7 %                         |
| Russland                     | 62 %                        | 8 %                         | 10 %                        | 63 %                        | 11 %                        | 10 %                        |
| Schweden                     | 23 %                        | 46 %                        | 26 %                        | 23 %                        | 54 %                        | 19 %                        |
| Schweiz                      | 35 %                        | 36 %                        | 19 %                        | 45 %                        | 32 %                        | 18 %                        |
| Senegal                      | 97 %                        | 3 %                         | 0 %                         | 99 %                        | 1 %                         | 0 %                         |
| Serbien                      | 75 %                        | 17 %                        | 3 %                         | 81 %                        | 10 %                        | 9 %                         |
| Sierra Leone                 | 87 %                        | 13 %                        | 0 %                         | 100 %                       | 0 %                         | 0 %                         |
| Slowakei                     | 64 %                        | 11 %                        | 19 %                        | 61 %                        | 21 %                        | 15 %                        |
| Slowenien                    | 37 %                        | 24 %                        | 31 %                        | 30 %                        | 48 %                        | 15 %                        |
| Spanien                      | 39 %                        | 39 %                        | 19 %                        | 44 %                        | 38 %                        | 14 %                        |
| Südkorea                     | 36 %                        | 27 %                        | 34 %                        | 41 %                        | 41 %                        | 17 %                        |
| Syrien                       | 68 %                        | 30 %                        | 1 %                         | 99 %                        | 1 %                         | 0 %                         |
| Thailand                     | 27 %                        | 65 %                        | 4 %                         | 61 %                        | 14 %                        | 20 %                        |
| Tschechien                   | 21 %                        | 41 %                        | 30 %                        | 27 %                        | 44 %                        | 26 %                        |
| Vereinigte Arabische Emirate | 53 %                        | 45 %                        | 0 %                         | 100 %                       | 0 %                         | 0 %                         |
| Vereinigtes Königreich       | 30 %                        | 49 %                        | 17 %                        | 39 %                        | 38 %                        | 22 %                        |
| Vereinigte Staaten           | 60 %                        | 28 %                        | 7 %                         | 77 %                        | 11 %                        | 9 %                         |
| Ungarn                       | 47 %                        | 34 %                        | 13 %                        | 52 %                        | 27 %                        | 19 %                        |
| Vietnam                      | 25 %                        | 65 %                        | 9 %                         | 30 %                        | 32 %                        | 33 %                        |
| Weltdurchschnitt             | 62 %                        | 24 %                        | 10 %                        | 72 %                        | 16 %                        | 10 %                        |

## Umfrage der Gallup Organization zur Wichtigkeit der Religion (2009)
Die nachstehende Tabelle basiert auf einer globalen Gallup-Umfrage aus dem Jahr 2009, bei der die Frage „Ist Religion in Ihrem täglichen Leben wichtig?“ gestellt wurde. Für die Umfrage wurden knapp 1000 Personen in jedem Land befragt. Die Prozentsätze für die Antworten „ja“ und „nein“ sind unten aufgeführt; sie ergeben oft nicht 100 %, weil einige mit „weiß nicht“ geantwortet oder die Antwort verweigert haben.
| Gallup Organization (2009)   | Gallup Organization (2009)                     | Gallup Organization (2009)                     |
| Land                         | Ist Religion in Ihrem täglichen Leben wichtig? | Ist Religion in Ihrem täglichen Leben wichtig? |
| Land                         | Ja                                             | Nein                                           |
| ---------------------------- | ---------------------------------------------- | ---------------------------------------------- |
| Bangladesch                  | 100 %                                          | 0 %                                            |
| Niger                        | 100 %                                          | 0 %                                            |
| Jemen                        | 99 %                                           | 1 %                                            |
| Indonesien                   | 99 %                                           | 0 %                                            |
| Malawi                       | 99 %                                           | 1 %                                            |
| Sri Lanka                    | 99 %                                           | 1 %                                            |
| Somaliland                   | 98 %                                           | 2 %                                            |
| Dschibuti                    | 98 %                                           | 2 %                                            |
| Mauretanien                  | 98 %                                           | 2 %                                            |
| Burundi                      | 98 %                                           | 2 %                                            |
| Thailand                     | 97 %                                           | 2 %                                            |
| Komoren                      | 97 %                                           | 2 %                                            |
| Ägypten                      | 97 %                                           | 2 %                                            |
| Marokko                      | 97 %                                           | 1 %                                            |
| Afghanistan                  | 97 %                                           | 3 %                                            |
| Senegal                      | 96 %                                           | 4 %                                            |
| Kambodscha                   | 96 %                                           | 3 %                                            |
| Kamerun                      | 96 %                                           | 4 %                                            |
| Malaysia                     | 96 %                                           | 3 %                                            |
| Nigeria                      | 96 %                                           | 3 %                                            |
| Philippinen                  | 96 %                                           | 4 %                                            |
| Mali                         | 95 %                                           | 4 %                                            |
| Ruanda                       | 95 %                                           | 5 %                                            |
| Tschad                       | 95 %                                           | 5 %                                            |
| Algerien                     | 95 %                                           | 4 %                                            |
| Katar                        | 95 %                                           | 4 %                                            |
| Sambia                       | 95 %                                           | 5 %                                            |
| Ghana                        | 95 %                                           | 5 %                                            |
| Demokratische Republik Kongo | 94 %                                           | 5 %                                            |
| Kenia                        | 94 %                                           | 6 %                                            |
| Bahrain                      | 94 %                                           | 4 %                                            |
| Palästina                    | 93 %                                           | 7 %                                            |
| Nepal                        | 93 %                                           | 6 %                                            |
| Tunesien                     | 93 %                                           | 5 %                                            |
| Saudi-Arabien                | 93 %                                           | 4 %                                            |
| Sudan                        | 93 %                                           | 7 %                                            |
| Uganda                       | 93 %                                           | 7 %                                            |
| Pakistan                     | 92 %                                           | 6 %                                            |
| Paraguay                     | 92 %                                           | 8 %                                            |
| Kuwait                       | 91 %                                           | 6 %                                            |
| Vereinigte Arabische Emirate | 91 %                                           | 8 %                                            |
| Indien                       | 90 %                                           | 9 %                                            |
| Kosovo                       | 90 %                                           | 8 %                                            |
| Tansania                     | 89 %                                           | 11 %                                           |
| Syrien                       | 89 %                                           | 9 %                                            |
| Bolivien                     | 89 %                                           | 10 %                                           |
| Simbabwe                     | 88 %                                           | 12 %                                           |
| Guatemala                    | 88 %                                           | 9 %                                            |
| Panama                       | 88 %                                           | 11 %                                           |
| Elfenbeinküste               | 88 %                                           | 12 %                                           |
| Dominikanische Republik      | 87 %                                           | 13 %                                           |
| Libanon                      | 87 %                                           | 12 %                                           |
| Brasilien                    | 87 %                                           | 13 %                                           |
| Malta                        | 86 %                                           | 10 %                                           |
| Südafrika                    | 85 %                                           | 15 %                                           |
| Tadschikistan                | 85 %                                           | 12 %                                           |
| Honduras                     | 84 %                                           | 15 %                                           |
| Rumänien                     | 84 %                                           | 12 %                                           |
| Nicaragua                    | 84 %                                           | 15 %                                           |
| Irak                         | 84 %                                           | 11 %                                           |
| Peru                         | 84 %                                           | 14 %                                           |
| El Salvador                  | 83 %                                           | 16 %                                           |
| Kolumbien                    | 83 %                                           | 16 %                                           |
| Ecuador                      | 82 %                                           | 17 %                                           |
| Türkei                       | 82 %                                           | 15 %                                           |
| Georgien                     | 81 %                                           | 16 %                                           |
| Turkmenistan                 | 80 %                                           | 16 %                                           |
| Costa Rica                   | 79 %                                           | 19 %                                           |
| Venezuela                    | 79 %                                           | 21 %                                           |
| Bosnien und Herzegowina      | 77 %                                           | 21 %                                           |
| Nordmazedonien               | 76 %                                           | 22 %                                           |
| Zypern                       | 75 %                                           | 24 %                                           |
| Polen                        | 75 %                                           | 19 %                                           |
| Armenien                     | 73 %                                           | 25 %                                           |
| Mexiko                       | 73 %                                           | 25 %                                           |
| Kirgisistan                  | 72 %                                           | 25 %                                           |
| Moldau                       | 72 %                                           | 19 %                                           |
| Italien                      | 72 %                                           | 25 %                                           |
| Griechenland                 | 71 %                                           | 28 %                                           |
| Montenegro                   | 71 %                                           | 28 %                                           |
| Singapur                     | 70 %                                           | 29 %                                           |
| Chile                        | 70 %                                           | 29 %                                           |
| Kroatien                     | 70 %                                           | 28 %                                           |
| Argentinien                  | 66 %                                           | 33 %                                           |
| Vereinigte Staaten           | 65 %                                           | 34 %                                           |
| Irland                       | 54 %                                           | 46 %                                           |
| Serbien                      | 54 %                                           | 44 %                                           |
| Israel                       | 51 %                                           | 48 %                                           |
| Usbekistan                   | 51 %                                           | 46 %                                           |
| Aserbaidschan                | 50 %                                           | 49 %                                           |
| Spanien                      | 49 %                                           | 50 %                                           |
| Slowenien                    | 47 %                                           | 52 %                                           |
| Ukraine                      | 46 %                                           | 48 %                                           |
| Kasachstan                   | 43 %                                           | 48 %                                           |
| Südkorea                     | 43 %                                           | 56 %                                           |
| Litauen                      | 42 %                                           | 49 %                                           |
| Kanada                       | 42 %                                           | 57 %                                           |
| Schweiz                      | 41 %                                           | 57 %                                           |
| Uruguay                      | 41 %                                           | 57 %                                           |
| Deutschland                  | 40 %                                           | 59 %                                           |
| Lettland                     | 39 %                                           | 58 %                                           |
| Albanien                     | 39 %                                           | 53 %                                           |
| Ungarn                       | 39 %                                           | 58 %                                           |
| Luxemburg                    | 39 %                                           | 59 %                                           |
| Belarus                      | 34 %                                           | 56 %                                           |
| Russland                     | 34 %                                           | 60 %                                           |
| Frankreich                   | 30 %                                           | 69 %                                           |
| Vietnam                      | 30 %                                           | 69 %                                           |
| Vereinigtes Königreich       | 27 %                                           | 73 %                                           |
| Hongkong                     | 24 %                                           | 74 %                                           |
| Japan                        | 24 %                                           | 75 %                                           |
| Dänemark                     | 19 %                                           | 80 %                                           |
| Schweden                     | 17 %                                           | 82 %                                           |
| Estland                      | 16 %                                           | 78 %                                           |